# Pituna
Pituna es un género de peces de la familia de los rivulinos en el orden de los ciprinodontiformes.

## Especies
- Pituna brevirostrata (Costa, 2007)
- Pituna compacta (Myers, 1927)
- Pituna obliquoseriata (Costa, 2007)
- Pituna poranga (Costa, 1989)
- Pituna schindleri (Costa, 2007)
- Pituna xinguensis (Costa y Nielsen, 2007)[2][3][4][5][6]